# Lappida proboscidea
Lappida proboscidea är en insektsart som först beskrevs av Maximilian Spinola 1839.  Lappida proboscidea ingår i släktet Lappida och familjen Dictyopharidae. Inga underarter finns listade i Catalogue of Life.